# Rodolfo Lussnigg
Rodolfo Lussnigg (Viena, Imperio austrohúngaro, 6 de julio de 1876-Madrid, España, 8 de marzo de 1950) fue un diplomático y empresario turístico austriaco establecido en la provincia de Almería. A él se deben una de las más importantes labores de difusión turística de dicha provincia, de la Costa de Almería, la propia denominación «Costa del Sol», para referirse a la costa almeriense, y el lema «Almería, la ciudad donde el sol pasa el invierno».

## Biografía
Rodolfo Lussnigg nació en Viena el 6 de julio de 1876, cuando formaba parte del Imperio austrohúngaro. Fue hijo de Franz Xavier Lussnigg (1843-1879) y de María Stoegermayer (1849-1899), siendo el tercero de cinco hijos.
Su formación profesional comienza en 1899 y tras tres años de aprendizaje en Viena y ocupar varios puestos hosteleros en Austria, Alemania, Italia, los Países Bajos, Inglaterra, Francia, Bélgica, Suiza y Egipto, en 1904 es nombrado director del Hotel Braganza de Lisboa, la capital de Portugal. En 1906 pasa a España con la «Sociedad Franco-Española de Grandes Hoteles» y ocupa la dirección del Hotel Reina Victoria de Alicante, y en 1907 la del Hotel Regina en Málaga. Ese mismo año trabaja en la instalación y apertura del restaurante La Parisina en el barrio de Moncloa, en Madrid. En 1908 se dedica a construir, amueblar y abrir el Hotel Reina Victoria de El Escorial.
Ese mismo año contrae matrimonio con doña María Teresa Arjona Blanco, natural de Antequera (Málaga), donde había nacido en 1886. La ceremonia tuvo lugar en la iglesia de San Juan en Málaga. Tuvieron dos hijas, Resi y Concha.
En 1909 compró el Hotel Simón de Almería, en el actual Paseo de Almería, fijando su residencia en esta ciudad en la que nacerían sus dos hijas. Dirigiría este hotel hasta que le sucede su hija Resi en 1944. Permanecería en manos de la familia hasta su venta en 1965. En el lugar se construiría un edificio para viviendas y los ya desaparecidos almacenes Simago.
Temporalmente, desde 1920 hasta 1922, se hace cargo de la dirección del Hotel Alfonso XIII de Tetuán, en el Marruecos español. Ese año adquiere el Hotel Reina Victoria en Melilla, explotándolo hasta 1925. Desde 1923 se hace cargo temporalmente del Hotel Simón de Málaga.
En 1929 es requerido por el Patronato Nacional de Turismo para dirigir la instalación y apertura del Hotel Atlántico de Cádiz hasta que se encontrara un arrendatario para el mismo. En 1932 organiza en Madrid el I Concurso Internacional de Cocktail, al que asisten representantes de Europa y Egipto.
En su afán por hacer llegar el nombre de Almería a todos lados y con ocasión de la Exposición Iberoamericana de Sevilla y la Exposición Internacional de Barcelona de 1929 se le ocurrió la idea de unir estas dos ciudades a través de la costa mediterránea, desde Sevilla - vía Cádiz, Málaga, Granada, Almería, Murcia, Alicante, Valencia y Barcelona, emulando así a la Costa Azul Francesa y a la Riviera Portuguesa, que ya eran centro de atención turística internacional. Bautizó así a esta costa con el nombre de «Costa del Sol». Así consta en los artículos escritos por don Rodolfo Lussnigg en los periódicos La Crónica de Almería, del Independiente, de Pueblo y de otros periódicos de los años 1928 y siguientes. Destacando en ellos a la ciudad con la frase «Almería: donde el Sol pasa el Invierno». Para ello editó y divulgó, haciéndose cargo de todos esos gastos, gran cantidad de propaganda y folletos en inglés y logrando así que la Costa del Sol fuese conocida más allá de nuestras fronteras. 
Desde 1934 fue consejero de «Hoteles Unidos, S.A.», (HUSA), en Barcelona hasta 1944, año en que ocupa el cargo de Inspector de HUSA en Andalucía. Su hija Resi ocupa entonces la dirección del Hotel Simón de Almería. En 1942 se hace cargo de la reparación y reforma del Hotel Alhambra de Granada, que durante la guerra civil española sirvió de Hospital Militar. Rodolfo Lussnigg y su familia estuvieron en prisión durante la contienda. Le fue concedida la Medalla de Sufrimiento por la Patria y en 1966 le fue concedida la Medalla al Mérito Turístico a título póstumo por toda su labor de divulgación de la Costa del Sol, dicha medalla fue recogida por su nieto José Rodolfo Díaz Lussnigg y le fue entregada por el entonces ministro Manuel Fraga Iribarne.
Falleció en Madrid el 8 de marzo de 1950. Está enterrado en el Cementerio de la Almudena.

## Origen de la denominación «Costa del Sol»
Rodolfo Lussnigg fue el propietario del hotel más importante de Almería a principios de siglo XX, el Hotel Simón. Formó parte del Patronato de la Alcazaba que lograría que el Gobierno decretase en enero de 1935 que el Monumento dejara de pertenecer a la rama de la Guerra y dependiera del de Instrucción Pública. El 16 de febrero de 1928 inició una campaña en el periódico La Crónica Meridional, con el objeto de atraer a los visitantes que se dirigían a las Exposiciones de Sevilla y Barcelona. Para ello utilizó la denominación «Costa del Sol».
A esta le seguiría otra campaña en los periódicos de Almería, y en el Heraldo de Madrid, Diario de Alicante, Diario de Tarragona, El Liberal (de Sevilla) y Las Provincias (de Valencia). En la misma se utilizaría el lema «Almería, la ciudad donde el Sol pasa el invierno».

## Cargos y homenajes
- Durante 30 años fue presidente de la «Ginebrina, Sociedad Internacional de Empleados de Hoteles», en España, Portugal y América del Sur
- Miembro del Consejo de Administración de la Sociedad Internacional de Hoteleros de Colonia desde 1919 hasta 1939, en representación de España, Portugal y América del Sur
- Miembro de la «Alianza Internacional de Hostelería» desde 1922 y su representante oficial para España en el Tercer Congreso Mundial de Hostelería celebrado en Nueva York en 1923
- Cónsul de Austria en Almería desde 1922 hasta 1937
- Presidente del Patronato de Turismo de Almería
- Presidente de la Asociación de Hoteleros de Almería
- Medalla de Sufrimiento por la Patria[2]
- Medalla al Mérito Turístico, en 1966, a título póstumo, por su divulgación de la Costa del Sol[3]
- La Cruz del Mérito Civil de Austria